# Helga Niemann
Helga Niemann (* 7. Februar 1956 in Bonn) ist eine deutsche Schwimmerin und Olympiateilnehmerin. Die Athletin startete für die Schwimm- und Sportfreunde Bonn 1905 (SSF Bonn).

## Erfolge
Niemann gewann mehrere Deutsche Staffelmeisterschaften:
- 1971: 4 × 100 m Delphin (Team: Helga Mack, Helga Niemann, Myriam Dumont und Monika Buse)
- 1975: 4 × 100 m Rücken (Team: Silke Pielen, Helga Niemann, Myriam Dumont und Karin Bormann) sowie 4 × 200 m Rücken (Team: Silke Pielen, Helga Niemann, Denise Rosenthal und Karin Bormann)
- 1976: 4 × 100 m Rücken (Team: Karin Bormann, Silke Pielen, Myriam Dumont und Helga Niemann) sowie 4 × 200 m Rücken (Team: Helga Niemann, Silke Pielen, Myriam Dumont und Karin Bormann)

Im Jahr 1972 gelang ihr der Gewinn der Einzelmeisterschaft über 400 m Lagen in 5:21,8 min.
Bei den Olympischen Spielen 1972 in München schwamm sie mit 5:21,97 min eine ähnliche Zeit, die jedoch für eine Finalteilnahme nicht ausreichte und sie auf Platz 20 der Vorläufe brachte.